# Douglas Castle
Zamek Douglas (ang. Douglas Castle) – zamek należący do szkockiego klanu Douglasów od średniowiecza do XX wieku. Pierwsza twierdza, wzniesiona w XIII wieku, była wielokrotnie niszczona i naprawiania, aż do początków wieku XVIII, kiedy ruiny zamku zostały wyburzone, a w jego miejsce wybudowany został klasycystyczny pałac, który jednak w roku 1938 również został zniszczony, a powodem było zagrożenie powodowane przez pobliską kopalnię węgla. Jedyną zachowaną częścią budowli są ruiny narożnej wieży. Przed zniszczeniem, zamek był siedzibą rodową premiera Wielkiej Brytanii Aleca Douglas-Home.

## Historia
Ród Douglasów wybudował pierwszy Zamek Douglas około roku 1288. Konstrukcja ta wzniesiona była głównie z drewna i kamienia. W roku 1307, w trakcie I wojny o niepodległość Szkocji, zamek był oblegany, a następnie zdobyty przez Anglików pod dowództwem Lorda Clifforda. Twierdza została odbita przez sir Jamesa Douglasa, jednego z kompanów Roberta I Bruce'a i głównych dowódców szkockiej armii, w trakcie Niedzieli Palmowej, kiedy żołnierze z angielskiego garnizonu byli w kaplicy. Po zdobyciu zamku sir Douglas nakazał zabić cały garnizon, a następnie wrzucić ciała do piwnicy kaplicy i spalić razem z budynkiem - to zdarzenie przeszło do historii pod nazwą „Spiżarnia Douglasa” (ang. Douglas' larder).
Po wojnie zamek został odbudowany, a potęga i wpływy Douglasów wzrosły. W XV wieku Douglasowie zaczęli zagrażać nawet władzy Stewartów w Szkocji. Doprowadziło to w 1455 roku do spisku zawiązanego przez króla mającego na celu osłabić gałąź rodu Douglasów nazywaną "Czarną", co spotkało się z odpowiedzią w postaci nieudanego buntu przeciwko władcy. Skutkiem przegranej rebelii było złupienie Zamku Douglas przez stronników Jakuba II, a następnie przekazanie twierdzy wraz z ziemiami wokół niej w ręce "Czerwonych" Douglasów, którzy poparli króla w wojnie domowej ze swoimi krewnymi. Choć "Czerwoni" odbudowali zniszczoną fortecę, to nie została ona ich główną siedzibą aż do roku 1574, kiedy przeprowadził się do niej James Douglas, ówczesny Regent Szkocji i IV Earl Morton.
W roku 1707 Archibald Douglas został mianowany I Księciem Douglas, a na jego siedzibę wyznaczono Zamek Douglas. Budynek spłonął jednak w roku 1755 i w nigdy nie został już odbudowany. Zamiast tego, w roku 1757, rozpoczęto konstrukcję nowego pałacu, ale tej twierdzy nie było dane w pełni stanąć, gdyż po śmierci Archibalda w 1761 r. budowę przerwano w połowie i nigdy już jej nie dokończono.
W latach 30. XX wieku Charles Douglas-Home zezwolił na stworzenie kopalni węgla w parku niedaleko zamku z powodu wysokiego poziomu lokalnego bezrobocia. Niestety, wydobycie spowodowało osuwanie się gruntu pod zamkiem i postanowiono, że musi on być wyburzony, co zrealizowano w 1938 roku.

## Literatura
- Coventry, Martin The Castles of Scotland (3rd Edition), Goblinshead, 2001
- Mason, Gordon The Castles of Glasgow and the Clyde, Goblinshead, 2000
- Salter, Mike The Castles of South West Scotland, Folly Publications, 1993
- Thorpe, D. R. (1996). Alec Douglas-Home
- Clan Douglas, their Castle and information. [dostęp 2019-01-03].